# Limenitis viridicans
Limenitis viridicans är en fjärilsart som beskrevs av Hans Fruhstorfer 1899. Limenitis viridicans ingår i släktet Limenitis och familjen praktfjärilar. Inga underarter finns listade i Catalogue of Life.